# José Viriato Soromenho-Marques
José Viriato Soromenho Marques (Setúbal, 9 de dezembro de 1957) é um filósofo e professor universitário português.

## Carreira universitária
Licenciou-se em Filosofia, em 1979, pela Universidade de Lisboa, tendo obtido de seguida o grau de mestre em Filosofia Contemporânea pela Universidade Nova de Lisboa e o grau de doutor, em 1991, em Filosofia, pela Universidade de Lisboa com tese com título "Razão e progresso na filosofia de Kant".
Atualmente é professor catedrático na Faculdade de Letras da Universidade de Lisboa, sendo regente das cadeiras de Filosofia Social e Política e de História das Ideias na Europa Contemporânea. Coordena o mestrado em Filosofia da Natureza e do Ambiente.
Desde 2022, é sócio efetivo da Classe de Letras da Academia das Ciências de Lisboa (7.ª Secção - Ciências Sociais e Políticas).

## Outras atividades
Desenvolve atividades no movimento associativo ambiental. Foi presidente, de 1992 a 1995, da Quercus - Associação Nacional de Conservação da Natureza, uma organização não governamental de ambiente fundada em 1985.
Colaborou em vários órgãos da comunicação social, JL, RTP2 e Rádio Renascença, tendo dirigido um diário e um semanário local (Setúbal SemMais Jornal e Correio de Setúbal). colabora com a revista Ambiente 21, sendo membro do Conselho Científico da revista National Geographic, em Portugal.
Colaborou na elaboração da Estratégia Nacional para o Desenvolvimento Sustentável (ENDS) e do Plano de Implementação da mesma (PIENDS), sendo membro do Conselho Nacional do Ambiente e Desenvolvimento Sustentável (CNADS), desde 1998.
Assumiu, em 2007, a coordenação científica do Programa Gulbenkian Ambiente.

## Honras
Foi condecorado pelo Estado Português com: 
- Grande-Oficial da Ordem Civil do Mérito Agrícola, Industrial e Comercial - Classe do Mérito Agrícola (8 de maio de 1997)
- Grande-Oficial da Ordem do Infante D. Henrique (26 de janeiro de 2006)

## Publicações Seleccionadas
Entre as suas obras encontram-se: 
- Europa: o risco do futuro (1985)
- Direitos humanos e revolução (1991)
- Europa: labirinto ou casa comum (1993)
- Regressar à Terra: Consciência ecológica e política de ambiente (1994)
- História e política no pensamento de Kant (1995)
- A Era da Cidadania. De Maquiavel a Jefferson (1996)
- Ambiente e futuro: O caso português (1996)
- O futuro frágil. Os desafios da crise global do ambiente (1998)
- Razão e Progresso na Filosofia de Kant (1998)
- Ecologia e Ideologia (1999)
- A Revolução Federal: Filosofia Política e Debate Constitucional na Fundação dos E.U.A (2002)
- O Desafio da Água no Século XXI. Entre o Conflito e a Cooperação (2003)
- Reflexões sobre a Arte de Vencer, de Frederico II da Prússia (2005)
- Estratégia Nacional para o Desenvolvimento Sustentável. Um projecto para Portugal (2005)
- Metamorfoses. Entre o Colapso e o Desenvolvimento Sustentável (2005)
- Cidadania e Construção Europeia (2005)